# Ypres
Pour les articles homonymes, voir Ypres (homonymie).
Ypres (néerlandais : Ieper, allemand : Ypern) est une ville de Belgique située en Région flamande, chef-lieu d'arrondissement en province de Flandre-Occidentale.
Elle est située dans le nord-ouest de la Belgique dans la région du Westhoek. La ville compte 35 000 habitants, ce qui en fait la sixième ville de Flandre-Occidentale. Avec Lille et les villes de l'ancien bassin minier du Nord-Pas-de-Calais en France, elle participe aussi à un ensemble métropolitain de près de 3,8 millions d'habitants, appelé en France aire métropolitaine de Lille, s'organisant autour de l'Eurométropole Lille-Courtrai-Tournai.
Ypres est une ville historique avec un patrimoine architectural important, qui témoigne de la grandeur qu'a connue la ville au Moyen Âge, où elle fut l'une des principales cités drapières de Flandre, comme Bruges et Gand. Au XIIIe siècle Ypres comptait au rang des plus grandes villes d'Europe, mais elle tomba rapidement en déclin au profit de ses voisines. Plus récemment Ypres a été au centre des tristement célèbres batailles d'Ypres  durant la Première Guerre mondiale, la ville et ses monuments historiques ont alors été entièrement détruits. La plupart des monuments et des maisons anciennes ont été reconstruits à l'identique après la guerre, cela a donné lieu à un engouement pour le style régional, ainsi des maisons néo-flamandes diverses (gothiques, renaissances, baroques) mais s'inspirant très fidèlement de l'ancien ont été ajoutées pour compléter harmonieusement l'ensemble, ce qui donne aujourd'hui à cette ville un cachet flamand homogène et bien affirmé, évoquant Bruges.

## Toponymie
Le nom de la localité est attesté sous les formes Iprensis en 1066, Ipera en 1070 - 1093, Ipram (accusatif) en 1085, Ipre régulièrement par la suite au XIIe siècle.
Il s'agit d'un transfert du nom de la rivière l'Yperlée, qui donne son nom à la ville. À l’origine, il existait une petite rivière dont la source se situe près du mont Kemmel appelée Ipre ou Iepere qui signifiait « rivière aux ormes » (cf. iep).

## Histoire d'Ypres
La ville d'Ypres a pris naissance autour d'un domaine carolingien et d'un marché éloignés l'un de l'autre d'environ 600 m. Au XIe siècle, ces deux centres avaient pratiquement fusionné pour former un bourg doté d'attributions administratives, puisqu'un burgrave y gouvernait la châtellenie d'Ypres au nom du comte de Flandres.
Ce fut la ville natale de Guillaume d'Ypres, un capitaine de mercenaires qui combattit avec succès aux côtés du roi Étienne d'Angleterre contre l'impératrice Mathilde.

### Liste des châtelains d'Ypres
Le plus ancien acte connu dans lequel le titre de châtelain d'Ypres se trouve expressément mentionné, remonte seulement à l'année 1109 : Fromold, châtelain d’Ypres, y assiste comme témoin à la donation de six arpens de terre inculte (wastine) faite par le comte Robert de Jérusalem à l'abbaye de Vormezeele
- Fulpold (supposé) qui fonda vers 1072 avec sa femme Ramburge le chapitre de Zonnebeke dans les environs d'Ypres[4].
- Thibaut I d'Ypres (Thietbold, Tetbold ou Theobald) (supposé) (fils du précédent) : Il apparaît sous le nom d'Iprensis dans diverses chartes des années 1070, 1087. La qualification d'Iprensis ou de Ipra, donnée à Thibaut dans ces chartes, porte à croire qu'il était réellement investi de la dignité de châlelain, bien que le titre ne lui en soit attribué dans aucune pièce[4]. Outre Fromold I mentionné ci-après, Thibaut I est le père de Lambert de Zonnebeke, évêque de Noyon-Tournai de 1114 à 1122 ou 1123.
- Fromold I (appelé aussi Fromald et Frumold) (fils du précédent), châtelain d'Ypres de 1109 à 1124[4].
- Thibaut II (Tebbald ou Tietbald) (fils du précédent), qui porte le titre de châtelain dès 1123 en même temps que son père[4].
- Anselme d'Ypres (frère du précédent), châtelain de 1131 à 1147[4]
- Baudouin I de Bailleul, châtelain d'Ypres de 1158 à 1176. Il tient cette dignité du chef de sa femme Agnès, fille du châtelain Anselme[4].
- Baudouin II de Bailleul (fils du précédent), époux de Mabilie de Bourbourg[4].
- Mabilie de Bailleul (sœur de Baudouin II de Bailleul), châtelaine d'Ypres et de Bailleul[4].
- Adam seigneur de Walincourt, cité châtelain d'Ypres et de Bailleul en 1209 et 1211, époux de Mabilie de Bailleul, châtelaine d'Ypres et de Bailleul, sœur de Baudouin II de Bailleul[4].
- Hugues de Réthel, cité comme châtelain d'Ypres et de Bailleul en 1219, 1221 et 1235. Second époux de Mabilie de Bailleul, châtelaine d'Ypres et de Bailleul[4].
- Marguerite de Bailleul (sœur de Mabilie de Bailleul), citée comme châtelaine d'Ypres et dame de Becelaere en 1238 et 1239. Déjà mariée en 1227 à Baudouin d'Aire qui prend lui-même le titre de châtelain d'Ypres dans une charte de 1244[4].
- Marguerite (ou Marie) d'Aire (fille des précédents), mariée à Jean d'Aubigny[4].
- Hugues d'Aubigny (fils des précédents), cité comme châtelain de Bailleul et d'Ypres en 1257, 1261 et 1275[4].
- Baudoin d'Aubigny († 1316) (fils des précédents), châtelain en 1284. Marié à Agnès[4].
- Jacques d'Aubigny, cité comme châtelain en 1319[4].
- Jean d'Aubigny († 1327)[4].
- Gérard d'Oultre, marié à Jeanne d'Aubigny, qui signe avec le titre de vicomte d'Ypres le traité d'alliance entre la Flandre et le Brabant le 3 décembre 1339. Il est le premier qui remplace le titre de châtelain d'Ypres par celui de vicomte d'Ypres[4].
- Jean d'Oultre (fils du précédent), cité comme vicomte d'Ypres en 1379[4].

### La cité drapière médiévale
C'est au XIIe siècle qu'Ypres devint florissante. En tant que troisième ville de Flandres (derrière Gand et Bruges), Ypres fut appelée à jouer un rôle de premier plan dans l'histoire du comté. Son marché annuel avait un rayonnement européen, et elle devint pour un temps la seconde plus importante ville de la hanse flamande de Londres ; dès le début du XIIe siècle, Ypres commerçait avec Novgorod, l'Angleterre, les villes de Champagne, l'Italie et les pays du Levant. C'était aussi avec Arras l'un des grands centres artisanaux de la draperie, dont le commerce était alors des plus lucratifs, et pendant tout le XIIe siècle la capitale du drap en Flandres. L'artisanat du drap (de laine) atteignit son apogée vers 1250. Ypres pouvait être facilement approvisionnée avec une laine de haute qualité, qui était acheminée par bateaux sur l'Yser et l'Yperlée (qui n'est plus aujourd'hui navigable) depuis la côte où les moutons étaient élevés puis vendus sur les faubourgs. Ypres rejoignit les scabini Flandriæ, une ligue de villes du nord qui, par suite de l'invasion française entre autres, se réduisit finalement à quatre membres : Gand, Bruges, Ypres et le Franc de Bruges. Ypres y conserva son droit de vote jusqu'en 1678.
La cité drapière fut affectée par la plupart des conflits qui agitèrent le Moyen Âge, parmi lesquels la bataille des éperons d'or, la bataille de Mons-en-Pévèle, la paix de Melun qui suivit la bataille de Bouvines, la bataille de Cassel.
Le déclin de l'artisanat du drap s'amorça, comme un peu partout en Flandre, au tournant du XIVe siècle. La ville demeura malgré tout un centre administratif et hospitalier majeur. Les premières fortifications de la ville semblent dater de 1385 : une partie en est encore visible près de la Porte de Lille (Rijselpoort). La célèbre Halle aux draps et son beffroi datent du XIIIe siècle. C'est vers cette époque qu'on précipitait, hors de la Halle aux draps, les chats, qui symbolisaient alors le Malin et la sorcellerie, sans doute pour signifier par cet acte que les transactions seraient vierges de toute action maléfique. Ce rituel est commémoré aujourd'hui par la « fête du chat » triennale.
La concurrence avec la laine anglaise et hollandaise, la guerre avec la France, les jacqueries, le siège de la ville et un bombardement soutenu par l'armée anglaise en 1383, la grande peste de 1347 et les épisodes de disette accablèrent Ypres, dont la production manufacturière chuta à 50 % de ce qu'elle était en 1300. La ville ne parvint pas à préserver ses débouchés commerciaux aussi bien que d'autres villes flamandes (Bruges, par exemple). L'effondrement économique et les épidémies provoquèrent l'exode de la plus grande partie des familles ouvrières au XVe siècle. La peste ravagea encore la ville à de nombreuses reprises entre le XIVe et le XVIIe siècle.

### L'échevinage

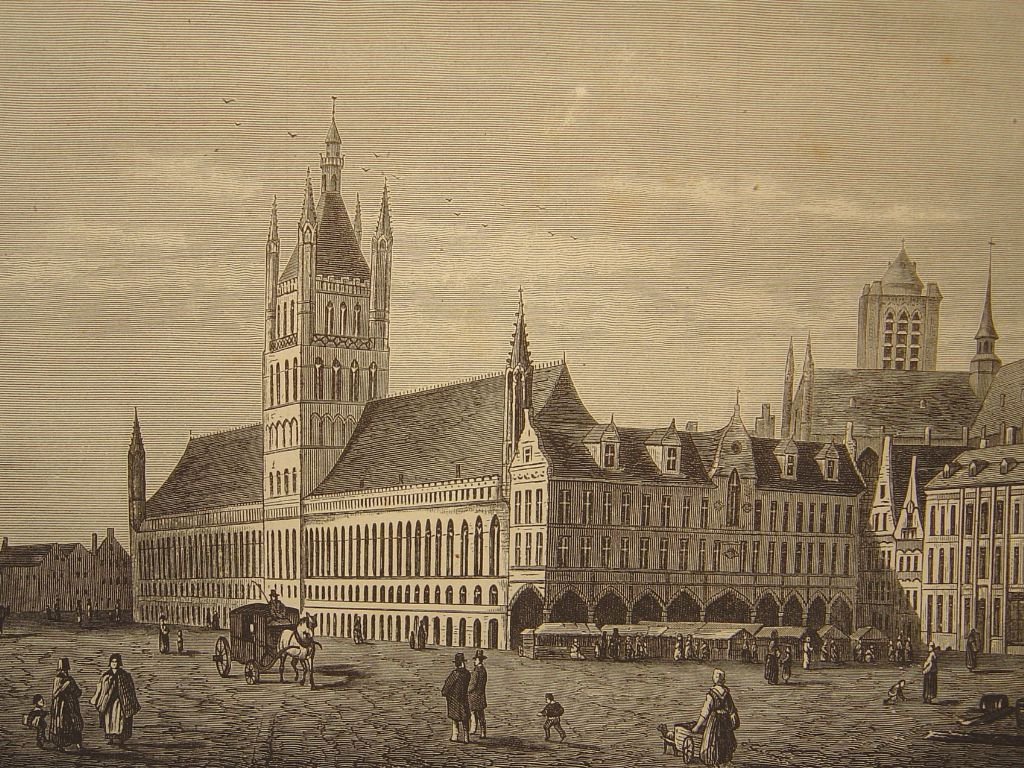
La halle aux draps et l'hôtel de ville d'Ypres. Gravure de 1872.

La ville était administrée par un bailli et des échevins. Ces magistrats étaient assistés par un Grand Conseil. Les échevins, après un mandat de deux ans, devaient attendre une année avant de pouvoir présenter à nouveau leur candidature à cet office. Ils pouvaient toutefois conserver une activité politique dans l'intervalle en siégeant au Grand Conseil. Au Moyen Âge, l'échevinage était pratiquement détenu par une oligarchie de quelques familles. Contrairement à d'autres villes flamandes, un mandat d'échevin pouvait être détenu par la même personne pendant plusieurs années : tant que l'on restait fidèle au comte de Flandres, la charge était pérenne.
Le Grand Conseil était composé du bailli, des échevins, et de 27 conseillers, dont quatre représentants des quartiers, quinze représentants de la bourgeoisie et cinq représentants des artisans (tisserands et foulons essentiellement). Le collège des échevins était composé (en tout cas au XVIIe siècle) pour l'essentiel d'aristocrates, seigneurs et chevaliers, ce qui peut s'expliquer de la façon suivante : on sait qu'au cours du Moyen Âge, 75 % des échevins se consacraient au commerce et à l'artisanat ; à la chute de Charles le Téméraire, tous les échevins étaient devenus propriétaires de terres, et en 1521, les trois quarts de ces échevins vivaient de rentes foncières et des tenures. C'est ainsi que les artisans devinrent minoritaires au sein du Grand Conseil.
Enfin il faut ajouter que, contrairement aux autres villes de Flandre, l'échevinage employait des clercs rémunérés. Ces fonctionnaires, qui devaient prêter serment, assuraient l’intérim du collège des échevins.

### Réforme et Contre-Réforme
À la fin du XVe siècle, la ville commença à se repeupler. Des tisserands possédant leur propre métier à tisser s'y installèrent. Ils amenaient une nouvelle mentalité, faite de curiosité et de foi intériorisée (devotio moderna). Ces nouveaux citoyens grossirent les rangs de la vague évangélique. En 1525, les échevins de la ville mirent en application le programme politique proposé par le philosophe Juan Luis Vives, particulièrement la mise à contribution des congrégations pour le traitement social de la mendicité. Cette initiative, combattue par les Franciscains, fut finalement sanctionnée favorablement par la Sorbonne et l'empereur Charles Quint. C'est à Ypres, en 1566, que prirent naissance les premiers troubles de la Furie iconoclaste aux Pays-Bas. Ce déchaînement de violence gagna rapidement les provinces du nord. Ypres, comme Bruges, tomba aux mains des calvinistes gantois en 1577. Le parti protestant conserva le pouvoir jusqu'en 1583, lorsque Farnèse envahit les Pays-Bas.
Dès 1559, à la suite de la réorganisation ecclésiastique des Pays-Bas, Ypres était devenu siège d'un évêché, suscitant l'arrivée de plusieurs ordres religieux. Elle eut notamment pour évêque Cornelius Jansen, dit Jansenius (dont la doctrine est connue sous le nom de jansénisme), qui mourut en 1638 lors d'une épidémie de peste, en visitant ses diocésains malades.
Auparavant, la ville retrouva une certaine prospérité au début du XVIIe siècle : on le voit à la recrudescence de construction d'édifices en pierre.

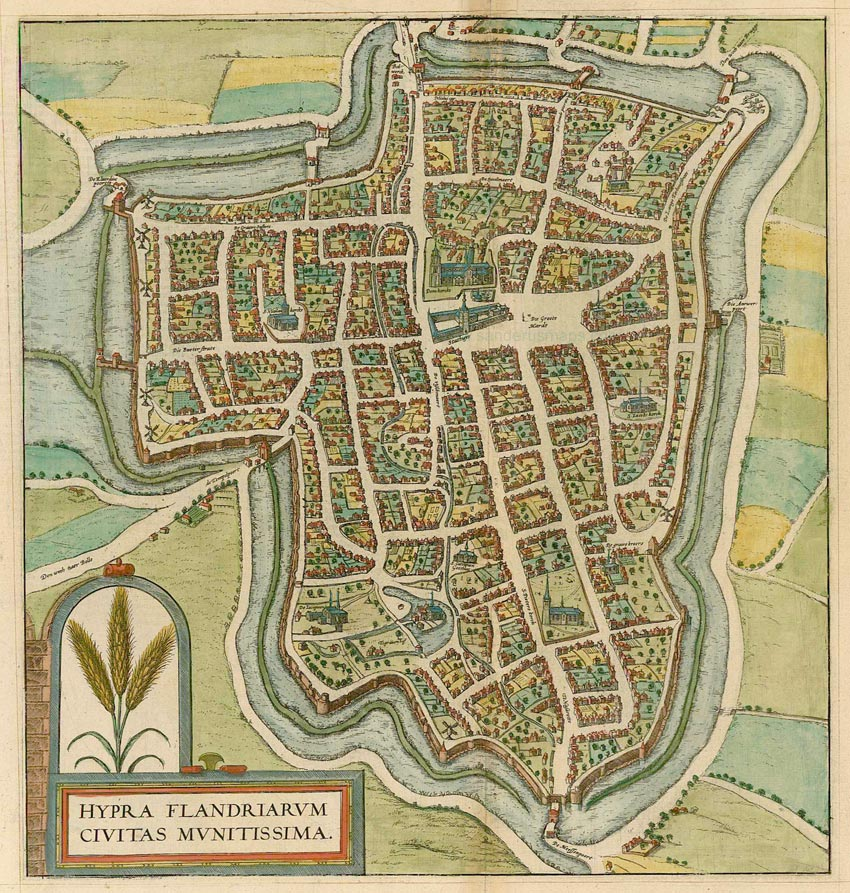
Ypres vers 1581-1588, avec son système de fortifications médiévales à doubles douves en eau, qui ressemblait quelque peu à celui de Bruges.
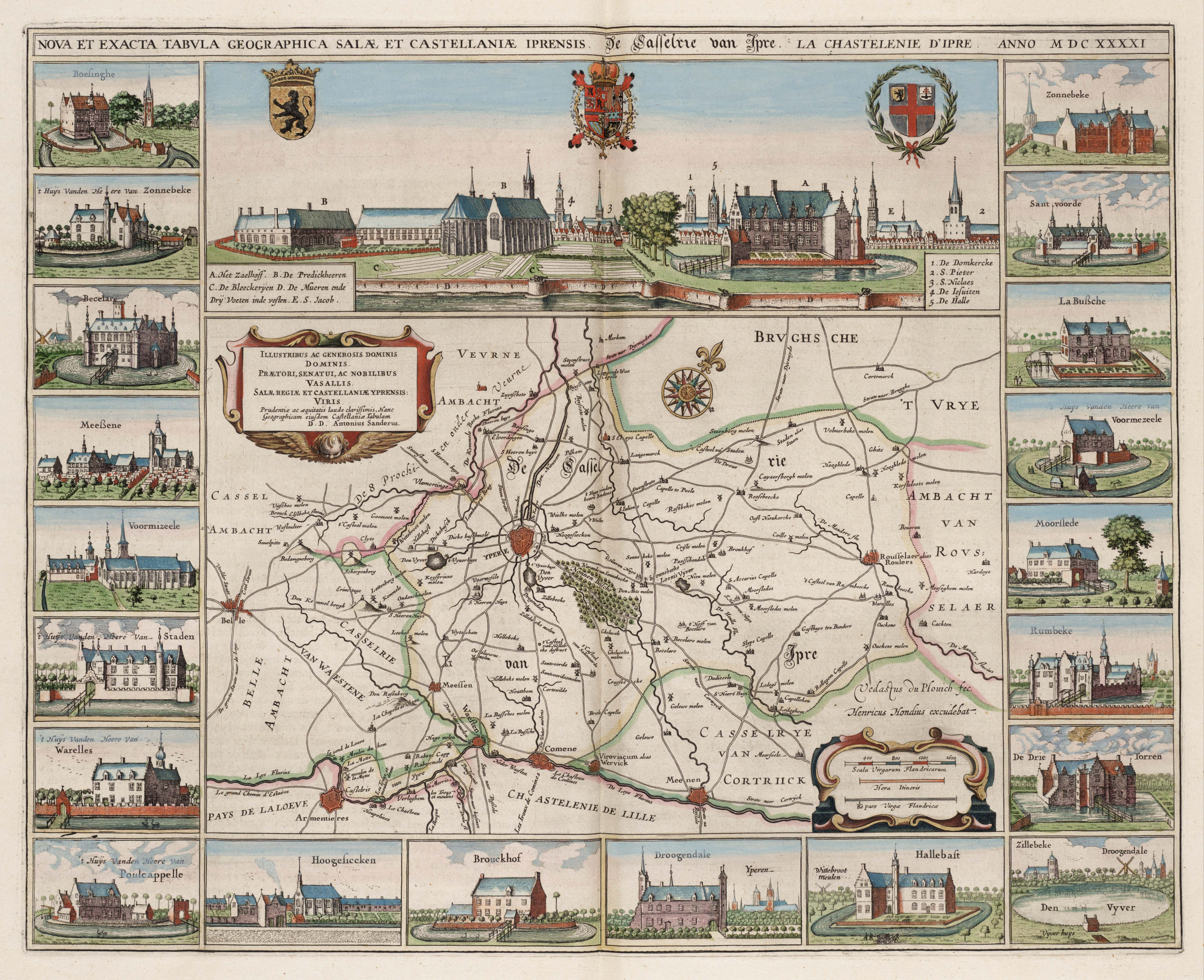
Ypres et les châtellenies de sa campagne environnante dans la première moitié du XVIIe siècle.
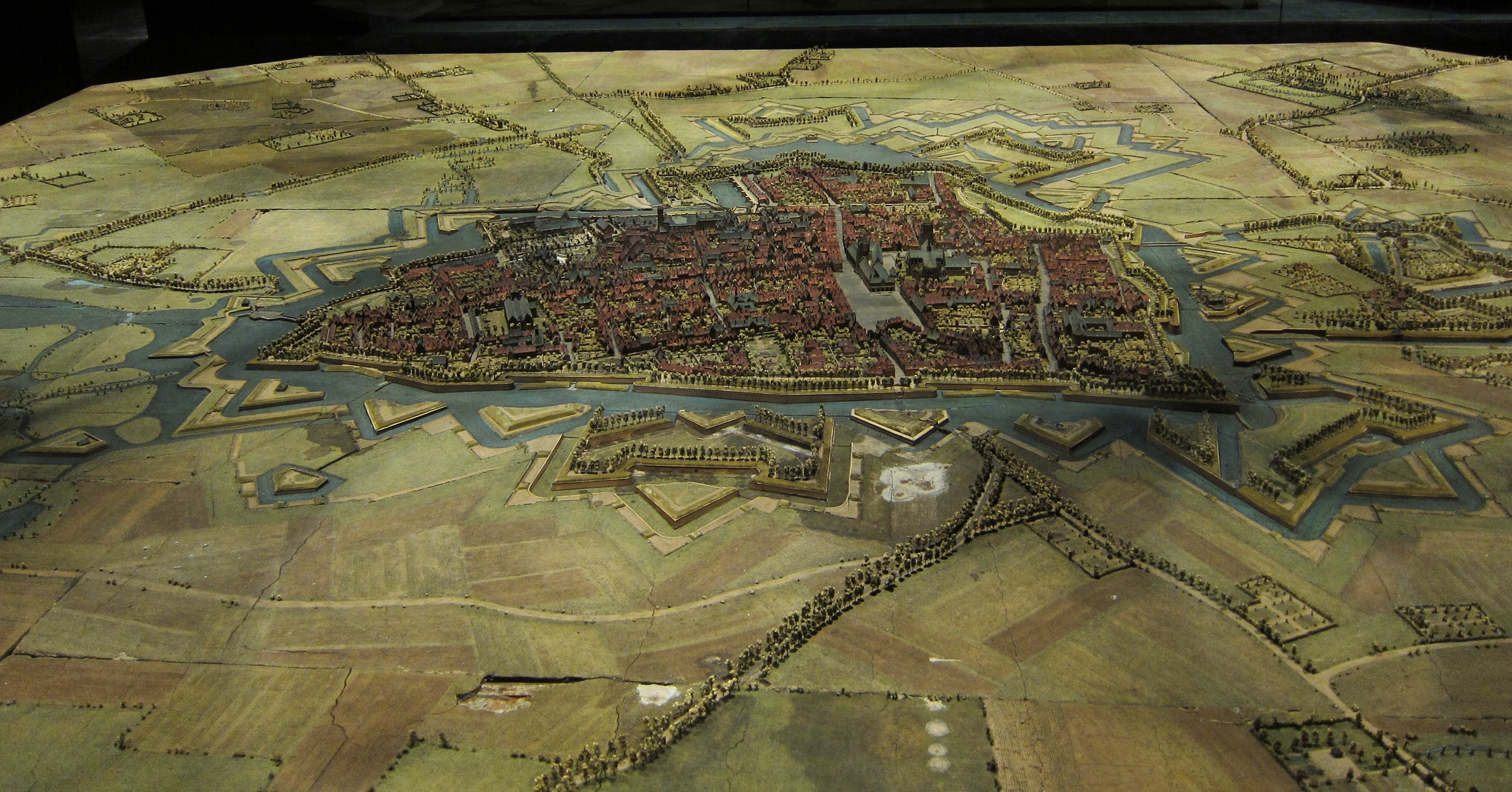
Le plan-relief de la ville datant de 1698-1702, conservé au palais des beaux-arts de Lille, montrant les fortifications augmentées par Vauban lors de la courte période française.

Ce n'est qu'à ce moment qu'on songea à reprendre les fortifications de la ville. Depuis Ypres, il était facile de contrôler tous les ports du littoral flamand : Nieuport, Bruges, Ostende, Furnes, et surtout Dunkerque. Les Espagnols abattirent les vieilles murailles médiévales et entourèrent la ville d'une enceinte bastionnée, ce qui n'empêcha pas les Français de s'emparer d'Ypres, d'abord en 1658, puis à nouveau le 25 mars 1678 par les traités de Nimègue.

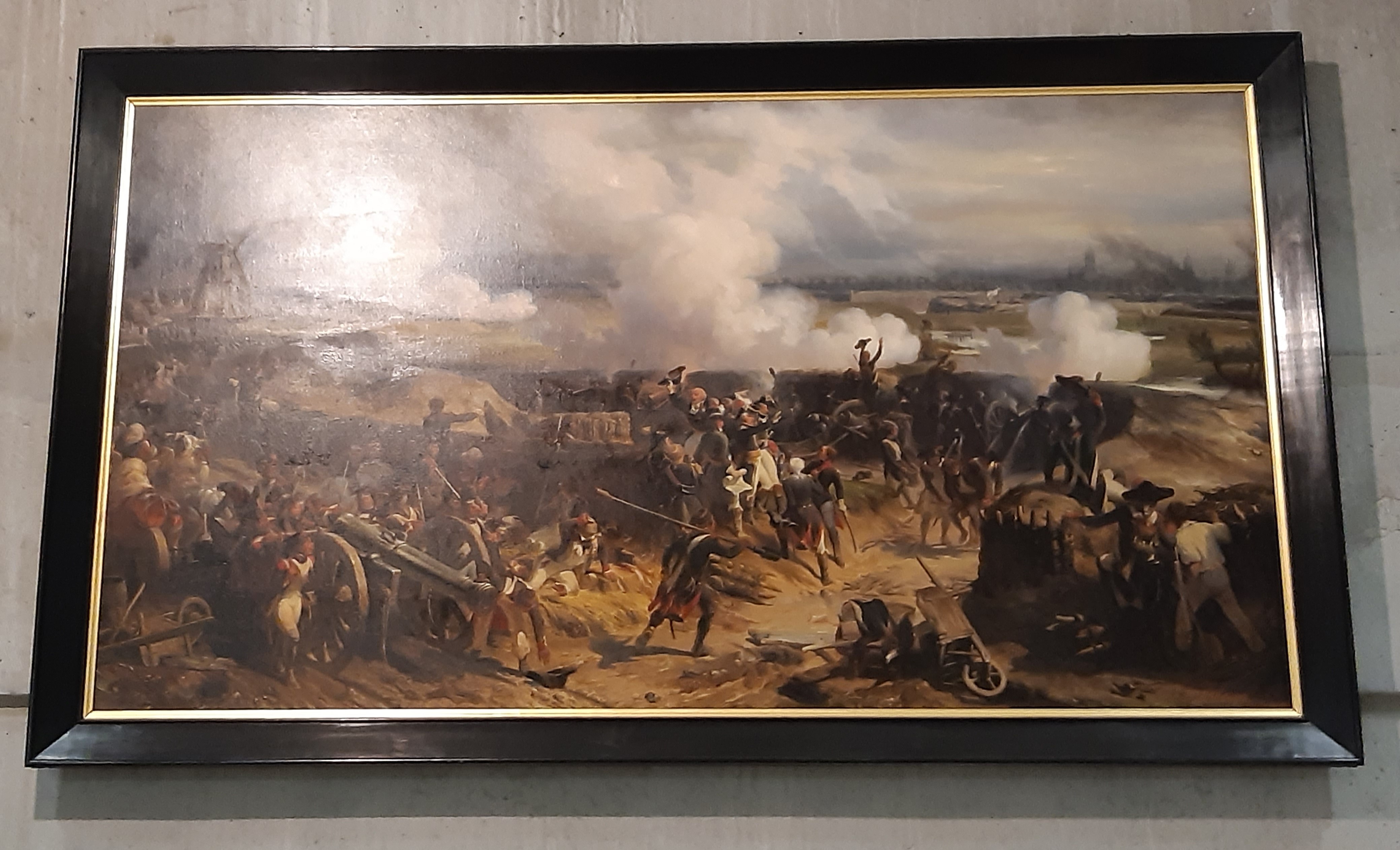
La prise d'Ypres par le général Pichegru en 1794 (Musée de la Révolution française).

Le rattachement d'Ypres à la France est une conséquence de la bataille de la Peene livrée à Noordpeene un an plus tôt. Vauban, qui avait pu juger des défauts du dispositif en place, modifia à son tour profondément les ouvrages d'enceinte : il s'agissait pour lui d'une place frontière du « Pré carré ». La ville abrita dès lors une importante garnison (5 000 hommes), à laquelle toutes les activités manufacturières et commerciales étaient subordonnées. Il se mit en place une économie autarcique et surtout très dépendante du contexte politique et militaire.
Lors des traités d'Utrecht, les Provinces-Unies obtinrent le droit de garnison à Ypres et dans sept autres villes des Pays-Bas espagnols par le traité des Barrières.
En 1782, l'empereur Joseph II ordonna le démantèlement des fortifications. Cette décision facilita la prise de la ville par l'armée révolutionnaire française lors de la seconde annexion française des États de Belgique. Les soldats de la Première République commandés par Pichegru le 17 juin 1794.

### Période néerlandaise
L'enceinte d'Ypres fait partie du programme d'édification de la barrière Wellington qui débute en 1816. Quand se déclenche la révolution belge de 1830, Ypres abrite une garnison de la 6e afdeeling des forces armées du Royaume uni des Pays-Bas sous le commandement du général-major Lambertus Josephus George. Celle-ci évacue la ville le 1er octobre, quelques jours avant la déclaration d'indépendance de la Belgique, le 4 octobre 1830.

### Première Guerre mondiale

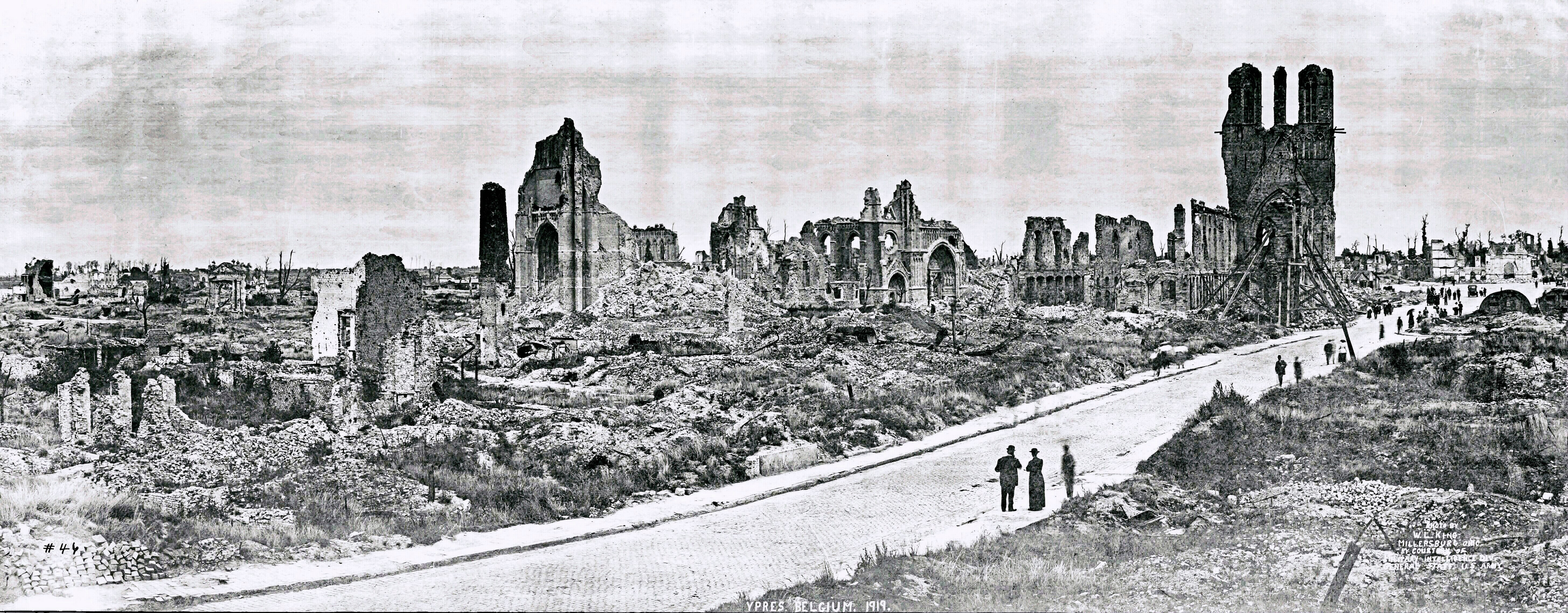
Ypres en 1919.

#### La guerre à Ypres et dans sa région
Après les inondations de Nieuport (front de l'Yser), l'armée de l'Empire allemand reporte ses attaques sur la région d'Ypres en octobre 1914. Ypres était située au centre de la zone dite du saillant d'Ypres, une saillie en forme de demi-cercle sur la ligne de front de l'ouest située au cœur des bois de Gasthuisbossen (Ypres). Elle fut le théâtre de plusieurs batailles extrêmement sanglantes ; lors de la première bataille d'Ypres en novembre 1914, pris sous les bombardements allemands, la cathédrale Saint-Martin et le beffroi (Halles aux draps) brûlèrent. Lors de la troisième bataille d'Ypres (bataille de Passchendaele) en juillet 1917, l'armée allemande y utilisa pour la première fois les gaz de combat contre les troupes canadiennes. Celles-ci, n'étant pas équipées pour faire face à ce type d'attaque, résistèrent malgré les dommages causés par le gaz moutarde (dès lors aussi appelé « ypérite »). En avril 1918, une importante offensive allemande fut arrêtée à Merkem, au nord, par les Belges, et aux monts de Flandre par les Britanniques et les Français. À partir de septembre, la contre-attaque des Alliés, commandée par le maréchal Foch, permit de libérer la Belgique. Plus de 300 000 Alliés dont 250 000 soldats du Commonwealth trouvèrent la mort au cours des combats. Soumise aux bombardements de l'artillerie allemande, la ville médiévale était presque entièrement détruite à l'issue de la guerre. La campagne environnant Ypres n'est qu'une vaste nécropole : on y compte quelque 170 cimetières militaires.
La commune a été décorée le 22 octobre 1919 de la croix de guerre 1914-1918.

#### L'histoire d'Ypres avec le Touquet-Paris-Plage
Pendant la Première Guerre mondiale, la ville d'Ypres est étroitement liée avec la ville du Touquet-Paris-Plage dans le Pas-de-Calais, France. Le comité franco-belge des réfugiés au Touquet-Paris-Plage établit, le 15 février 1915, une liste des réfugiés belges sur laquelle figurent 49 familles de la ville d'Ypres. En mai 1915, le bourgmestre de la ville d'Ypres, René Colaert, membre fondateur de l'association des sinistrés de la Flandre occidentale, s'installe au Touquet-Paris-Plage d'où il poursuivra, avec les membres du conseil échevinal, l'administration de sa ville, organisant l'instruction des centaines d'enfants et l'assistance aux réfugiés. La villa Domrémy à l'angle sud-est des rues Saint-Jean et de Moscou accueille les services et le personnel de la ville d'Ypres. Dimanche 23 février 1919, le Conseil municipal d'Ypres dans l'impossibilité de se réunir en Belgique tient une séance en la mairie du Touquet-Paris-Plage pour discuter de la reconstruction de sa ville et des bâtiments communaux. Cette séance extraordinaire dure de 9 h à 19 h. Quelques jours après, monsieur Colaert, le Bourgmestre, adresse à la ville du Touquet-Paris-Plage, une lettre de remerciements.

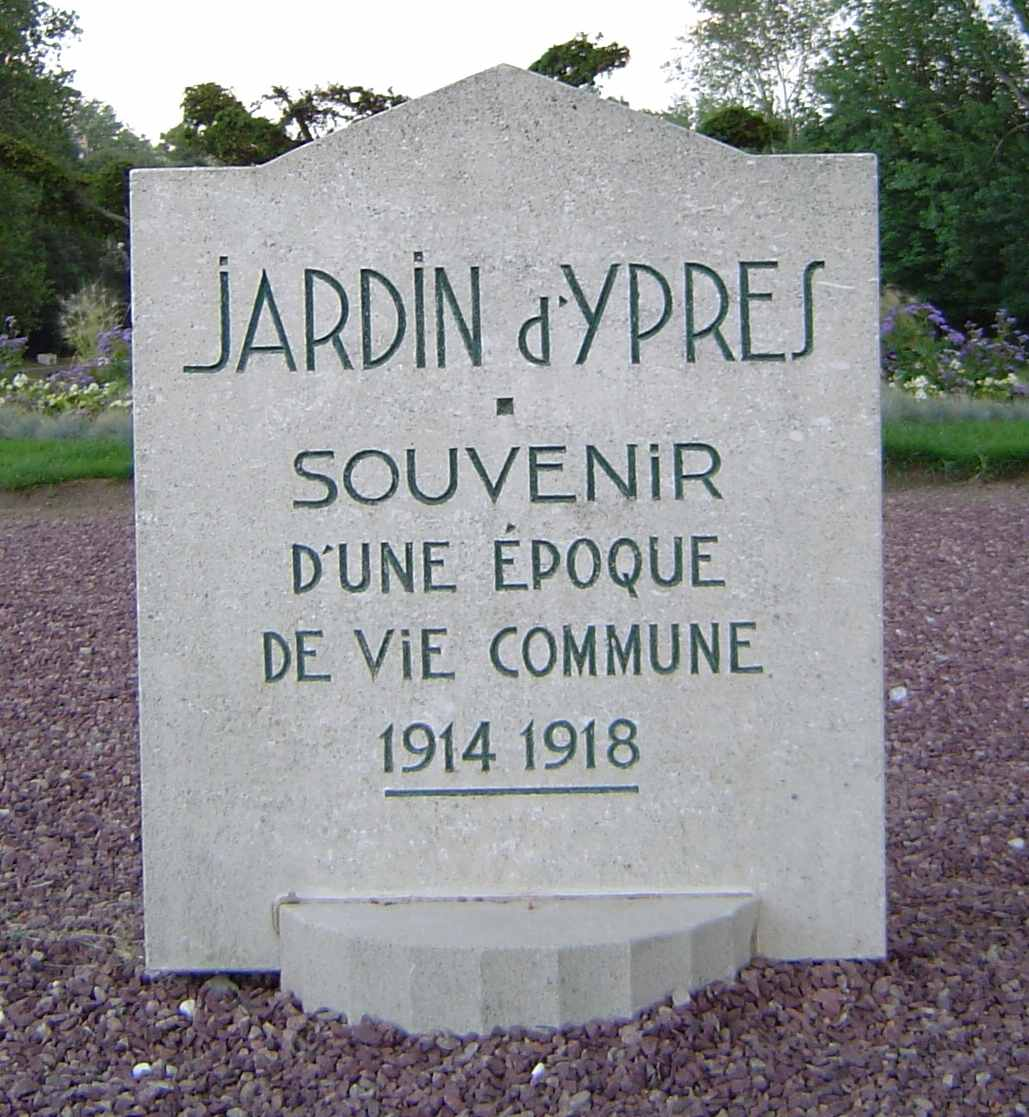
Stèle se trouvant sur le jardin d'Ypres au Touquet-Paris-Plage.

Cette lettre trouve son prolongement dans l'appellation « Jardin d'Ypres » donnée, après délibération du conseil municipal du 2 février 1935, au jardin public du Touquet-Paris-Plage, le 30 juin 1935.

### Seconde Guerre mondiale
Le 10 mai 1940, l'Allemagne commence son offensive en pénétrant aux Pays-Bas, en Belgique, au Luxembourg. Les armées allemandes progressent très vite. La France commandée par le généralissime Gamelin envoie des renforts en Belgique. Quelques jours plus tard, l'Allemagne commence sa principale offensive en Ardenne. La Wehrmacht se montre partout irrésistible. Les Belges résistent autant qu'ils le peuvent. Le 14 mai, les Pays-Bas déposent les armes.

Le 19 mai 1940, Gamelin est remplacé par le général  Weygand. Celui-ci veut se rendre compte sur le terrain et vient rencontrer les responsables des armées du Nord le 21 mai. Le voyage s'effectue dans des conditions épiques. Il va rencontrer à Ypres le roi des Belges Léopold III et le général Gaston Billotte. La réunion ne va rien changer au sort des armées alliées, le général Billotte meurt dans un accident de voiture à Ypres le 23 mai. La capitulation belge  intervient le 28 mai 1940. Débute alors l'Occupation allemande de la Belgique.
Le 6 septembre 1944, le dixième régiment de chasseurs à cheval et la 1re division blindée polonaise libèrent Ypres.

## Héraldique
|  | La ville possède des armoiries qui lui ont été octroyées le 20 octobre 1819, confirmées le 26 février 1844, changées et confirmées le 31 mars 1925 et à nouveau le 1er mars 1988. La double croix est le symbole le plus ancien de la ville d'Ypres et provient surement des armes de la ville avec qui elle entretient des liens très étroit, de Saint-Omer qui l'adopte en même temps après le retour des croisades de Godefroy de Saint-Omer cofondateur de l'ordre du Temple et qui ramène ce symbole des États Latins d'Orient. La plus ancienne utilisation de la croix date d'un sceau de la ville de 1199. Sur le sceau le plus ancien, la croix est entourée de deux aigles, d'une étoile et d'un croissant, ainsi que de deux lions de Flandre. Les armoiries actuelles, avec une seconde croix de vair dans la moitié inférieure appartient à la famille de Bailleul qui furent Vicomte de la ville, elles sont apparues pour la première fois sur les sceaux en 1372. Le bouclier était soutenu par deux lions de Flandre. Tous les sceaux et images postérieurs ont montré le même bouclier, cependant, parfois le bouclier est divisé, parfois la petite croix est montrée en chef. Les supporteurs ont changé régulièrement au cours des siècles. Le lion et la colonne actuels apparaissent à la fin du XVIIIe siècle et sont restés inchangés. Ce n'est qu'en 1988 que la colonne a été remplacée par un canon comme référence aux batailles de la Première Guerre mondiale. Depuis 1925, la ville est autorisée à utiliser les croix militaires françaises et britanniques autour du bouclier, qui symbolisent également les violents combats autour de la ville pendant quatre ans. La croix dans le chef est le symbole utilisé par la ville et a été utilisé par les citoyens d’Ypres lors de la bataille des éperons d'or le 11 juillet 1302. On ne sait pas pourquoi la ville a choisi cette croix spécifique. La croix dans la moitié inférieure provient des armes des burgraves, ou gouverneurs d'Ypres, la famille Belle. Cette famille a déjà utilisé cette croix au début du XIIIe siècle. Le lion supporteur est le lion de Flandre. Le sens de la colonne n'est pas connu. Blasonnement : De gueules à la croix vairée, au chef d'argent, à double croix de gueules. Le bouclier surmonté d'une couronne murale à cinq créneaux d'or maintenue par un lion du même, portant sur l'épaule droite un canon de fusil en argent. Deux bijoux, suspendus à leur ruban, partent de la base, à droite la croix de guerre française, à gauche la croix militaire anglaise. Source du blasonnement : Heraldy of the World. |

## Géographie
Ville de plaine, Ypres fut longtemps la plaque tournante du commerce entre la côte flamande distante de 60 km et ses ports de commerce (Dunkerque, Furnes, Nieuport, Ostende et Bruges avant l'ensablement) d'une part, et la route des foires de Champagne, d'autre part. Desservie par quelques grandes routes, située au cœur d'un réseau de rivières et de canaux (la plupart impropres à la navigation moderne), cette ville opulente contrôlait l'accès à la mer du Nord, et ce fut encore le cas au début de la Première Guerre mondiale.
Le musée des Beaux-Arts de la ville de Lille conserve et expose un plan-relief (9 × 5 m) original de la ville d'Ypres établi entre 1698 et 1702. Il est composé de 12 tables en bois à une échelle de 1/600°.

### Sections de la commune
| #  | Section           | Superf. (km²) | Habitants (2020) | Habitants par km² | Code INS |
| -- | ----------------- | ------------- | ---------------- | ----------------- | -------- |
| 1  | Ypres (I)         | 18,61         | 20.121           | 1.081             | 33011A   |
| 2  | Brielen (VII)     | 5,71          | 845              | 148               | 33011B   |
| 3  | Sint-Jan (XI)     | 4,51          | 1.043            | 231               | 33011C   |
| 4  | Boezinge (X)      | 18,26         | 2.033            | 111               | 33011D   |
| 5  | Zuidschote (IX)   | 4,39          | 446              | 102               | 33011E   |
| 6  | Elverdinge (VIII) | 13,99         | 1.763            | 126               | 33011F   |
| 7  | Vlamertinge (VI)  | 20,78         | 3.608            | 174               | 33011G   |
| 8  | Dikkebus (V)      | 10,14         | 1.509            | 149               | 33011H   |
| 9  | Voormezele (IV)   | 11,89         | 908              | 76                | 33011J   |
| 10 | Hollebeke (III)   | 5,71          | 645              | 113               | 33011K   |
| 11 | Zillebeke (II)    | 17,47         | 2.071            | 119               | 33011L   |

### Localités
- Boezinge: Pilkem (XII)

### Communes limitrophes
- a. Bikschote (Langemark-Poelkapelle)
- b. Langemark (Langemark-Poelkapelle)
- c. Zonnebeke (Zonnebeke)
- d. Geluveld (Zonnebeke)
- e. Zandvoorde (Zonnebeke)
- f. Houthem (Comines-Warneton)
- g. Wijtschate (Heuvelland)
- h. Kemmel (Heuvelland)
- i. De Klijte (Heuvelland)
- j. Reningelst (Poperinge)
- k. Poperinge (Poperinge)
- l. Oostvleteren (Vleteren)
- m. Woesten (Vleteren)
- n. Reninge (Lo-Reninge)
- o. Noordschote (Lo-Reninge)

## Géologie
L'Yprésien est l'étage le plus ancien de l'ère éocène (Tertiaire). Il s'étend de 56,0 à 47,8 Ma. Il fut défini par André Dumont en référence à la ville d'Ypres où les roches sédimentaires, l'argile yprésienne, déposées durant cet âge sont particulièrement caractéristiques.

## Démographie

### Évolution démographique: Avant la fusion des communes
- Sources : INS, Rem. : 1831 jusqu'en 1970 = recensements, 1976 = nombre d'habitants au 31 décembre[29].

### Évolution démographique: Commune fusionnée
Le graphique suivant reprend sa population résidente au 1er janvier de chaque année
- Source: DGS , de 1831 à 1981=recensements population; à partir de 1990 = nombre d'habitants chaque 1 janvier[30]

## Jumelage
- Saint-Omer (France)
- Lehrte (Allemagne)
- Siegen (Allemagne)
- Semeï (Kazakhstan)

## Médias
L'ancien journal Le Progrès (Ypres), édité de 1841 à 1914, était un journal régional pour Ypres et son arrondissement.

## Personnalités liées à la ville
- Évrard d'Ypres (1120- ), moine cistercien et théologien ;
- Jehan Yperman, médecin de la seconde moitié du XIIe siècle ;
- Jacob Clemens non Papa (v. 1510-1556), compositeur de la Renaissance ;
- Andreas Hyperius (1511-1564), théologien protestant ;
- Cornelius Jansen (1585-1638), évêque ;
- Étienne-Michel Bulteel (1635-?), seigneur de Nieppe ;
- François Durutte (1767-1827), général français des armées de la République et de l'Empire, décédé et inhumé à Ypres (nom gravé sous l'arc de triomphe de l'Étoile à la 17e colonne).
- Martin Legraverand (1775-1862), conseiller communal, médaillé de Sainte-Hélène, désigné pour assister au sacre de l'Empereur à Paris.
- François-Antoine Bossuet (1798-1889), artiste-peintre ;
- Jean Jacques De Langhe (1800-1865), peintre portraitiste ;
- Jean-Jacques Altmeyer (1804-1877), historien et juriste ;
- Désiré De Haerne (1804-1890), prêtre et homme politique ;
- Jean-Baptiste Malou (1809-1864), évêque de Bruges ;
- Jules Malou (1810-1886), Premier ministre de Belgique (1871-1878 et 1884) ;
- Louis Van Houtte (1810-1876), botaniste et horticulteur ;
- Alphonse Vandenpeereboom (1812-1884), homme politique, ministre ;
- Gaston Hynderick de Theulegoet (x-x), chevalier, 1846-1914, ancien colonel d'état-major et hippologue belge, fondateur de la Société nationale du cheval de trait belge ;
- Auguste Böhm (1819-1891), dessinateur et peintre ;
- François Roffiaen (1820-1898), artiste-peintre ;
- Édouard Fiers (1822-1894), sculpteur ;
- Martin Domicent (1823-1897), peintre ;
- Henri Iweins d'Eeckhoutte (1837-1902), homme politique ;
- Albert Nyssens (1855-1901), ministre de l'Industrie et du Travail, juriste, professeur ;
- Julien Nyssens (1859-1910), ingénieur, administrateur, constructeur du port de Zeebruges ;
- Albert Devèze (1881-1959), homme politique, ministre ;
- Édouard de Keyser aussi connu comme Edmond Romazières (1883-1974), romancier ;
- Paul Sobry (1895-1954), chanoine et professeur à Louvain ;
- L'abbé Froidure (1899-1971), prêtre, fondateur de l'association Petits Riens ;
- Simona Noorenbergh (1907-1990), religieuse, travailleuse sociale en Papouasie-Nouvelle-Guinée ;
- André Noyelle (1931-2003), coureur cycliste ;
- Jo Lernout (nl) (1951), cofondateur avec Pol Hauspie de la société de technologie de la parole Lernout & Hauspie installée à Ypres et déclarée en faillite en 2001
- Renaat Landuyt (1958), homme politique, ministre ;
- Yves Leterme (1960), homme politique, Ministre-président du gouvernement flamand, Premier ministre de Belgique ;
- Serge-Henri Valcke (1946), acteur, actif principalement aux Pays-Bas ;
- Noël Vantyghem (1947-1994), coureur cycliste ;
- Paul Breyne (1947), gouverneur de la province Flandre-Orientale ;
- Marc Vervenne (1949), recteur de l'université de Louvain (KUL) ;
- Édouard Vermeulen (1957), créateur de mode vestimentaire (Maison de couture Natan) ;
- Jan Desmarets (1961), sculpteur ;
- Isaac Delahaye (1982), musicien ;
- Emma Meesseman (1993), basketteuse.

## Lieux et monuments
- la Grand-Place
- les Halles aux draps (Lakenhal) avec son beffroi
- la cathédrale Saint-Martin

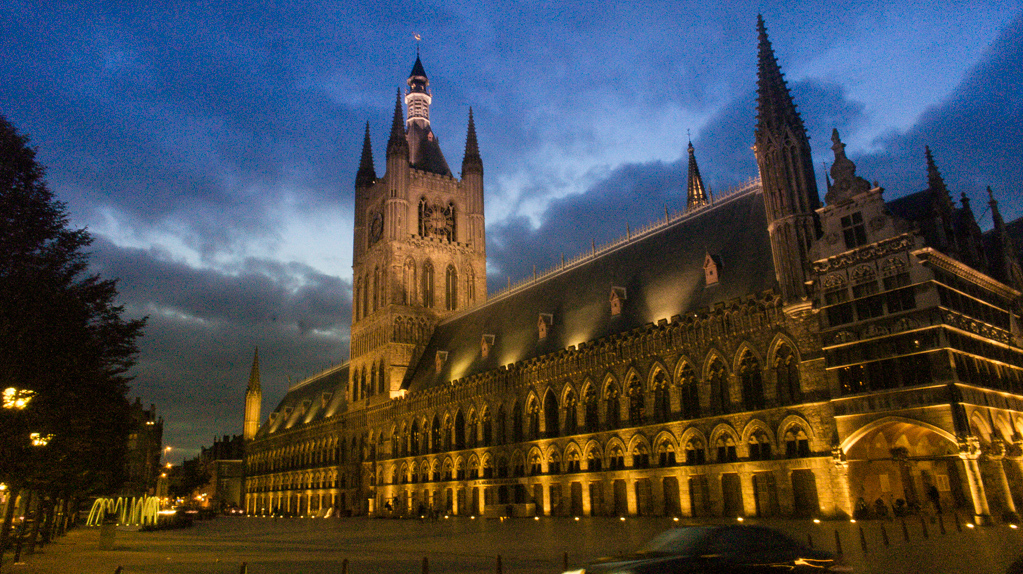
Les Halles aux draps (Lakenhal) d'Ypres, avec son imposant beffroi. Véritable cathédrale civile, c'est l'un des plus grands monuments communaux du Moyen Âge en Europe, et aussi l'un des plus anciens (XIIIe siècle);

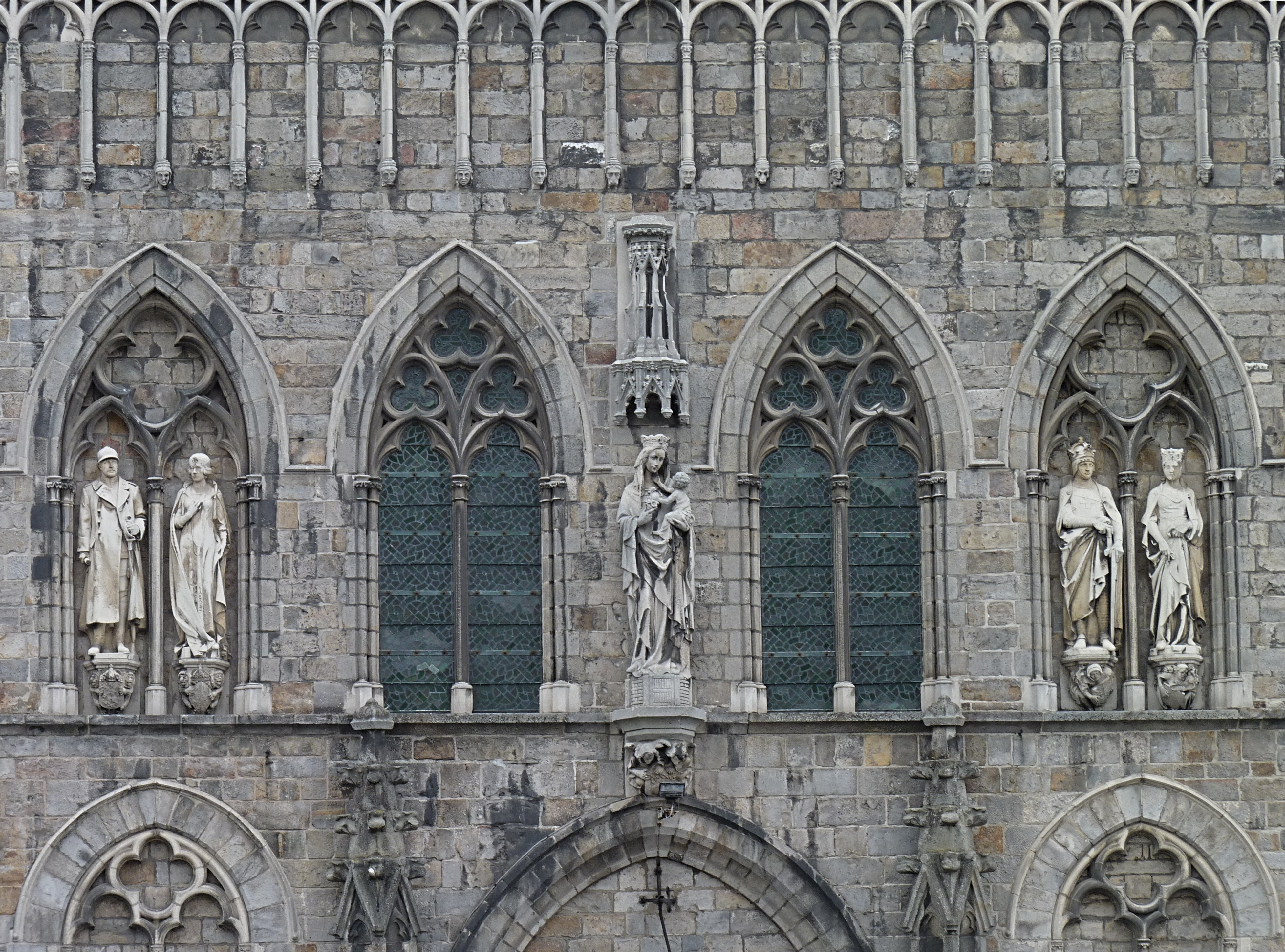
Détail d'architecture des Halles aux draps.

- le mémorial de la porte de Menin (Menenpoort)
- la porte de Menin, sous laquelle se déroule les soirs depuis 1928 au son du clairon, le Last Post, cérémonie d'hommage aux victimes de guerres.
- l'église Saint-Georges (St. George's Memorial Church) pour les soldats anglais et du Commonwealth (consacrée en 1929)[31]
- la promenade sur les remparts construits par Vauban. Peut se faire au départ de la porte de Menin.
- la « maison Biebuyck » (1544) - Diksmuidsestraat 48
- le parc d'attractions et animalier Bellewaerde.
- l'église Saint-Jacques, située entre la Porte de Menin et la Porte de Lille.
- l'abbaye de la Nouvelle-Plante. Elle existe sous le patronage de Notre-Dame. Établie à l'origine à Roesbrugge, l'abbaye a été transférée à Ypres en 1588. Vendue comme bien national en 1798, rebâtie au milieu du XIXe siècle, détruite au cours de la Première Guerre mondiale, elle a été réédifiée de 1921 à 1928 selon les plans de l'architecte bruxellois Camille Damman[32].

### Musées
- l'hospice Saint-Jean, fondé à 1270. Le bâtiment actuel date de 1555 et fait partie des rares rescapés de la Première Guerre mondiale. Il abrite le musée municipal qui retrace l'histoire de la ville.
- le musée de la guerre « In Flanders Fields », situé dans les Halles aux draps.
- le musée Merghelynck (XIXe siècle) - A. Merghelynckstraat 2
- le musée Godshuis Belle.

## Fêtes
Lors de la fête des Chats (Kattenfeest) qui a lieu tous les trois ans (le deuxième dimanche de mai), des animaux en peluche sont lancés du deuxième étage du beffroi. L'origine de cette fête remonterait au XVe siècle. Les chats, complices du diable et des sorcières, étaient alors jetés vivants du haut du beffroi. Depuis 1955, la manifestation est précédée du grand cortège des Chats (Kattenstoet) qui se déroule tous les trois ans.

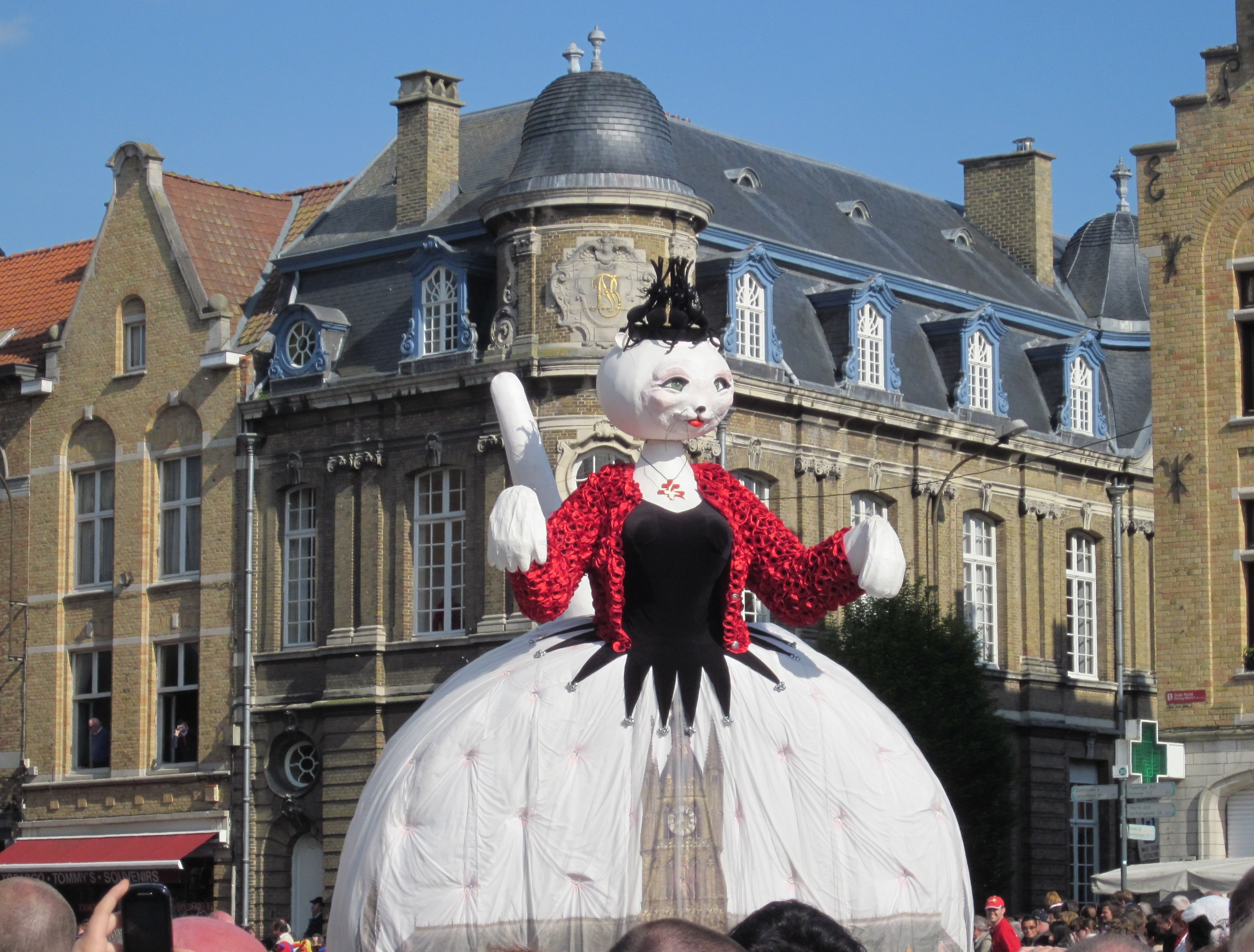
Cortège des chats.
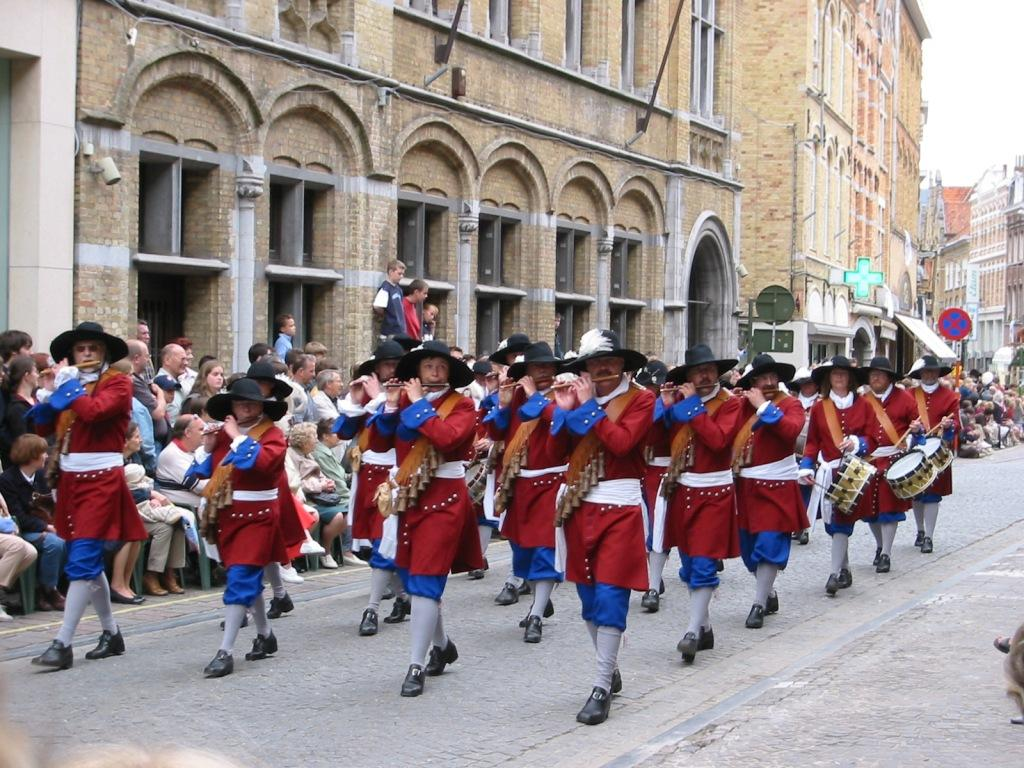
Cortège des chats.

## Diocèse titulaire d'Ypres
Ypres fut le siège d'un diocèse de 1559 à 1801. Aujourd'hui ce siège n'est plus résidentiel mais titulaire.

## Galerie

### Vues de la ville

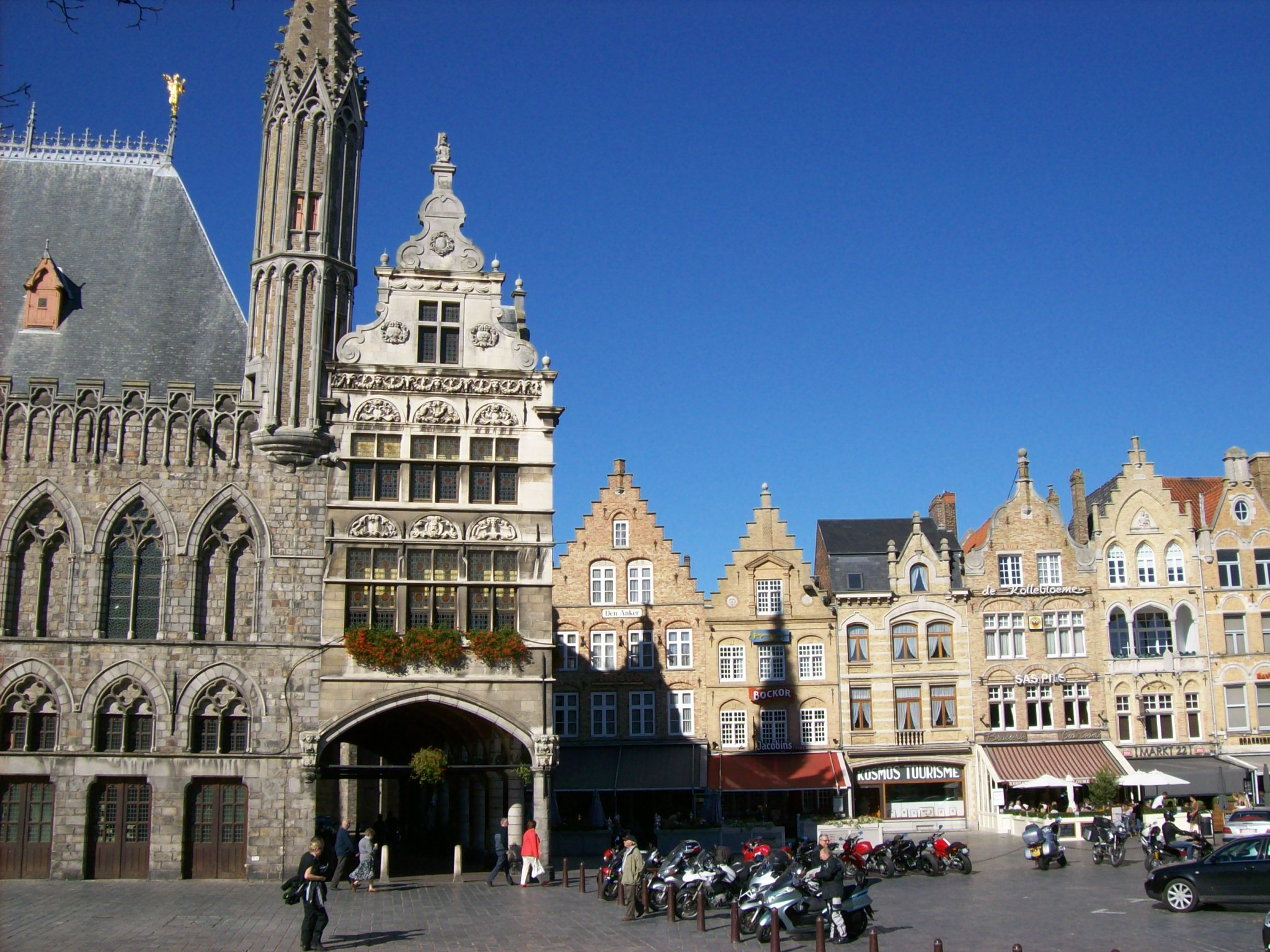
Pignon maniériste du Nieuwerck, contre les Halles aux Draps, abritant l’hôtel de ville.
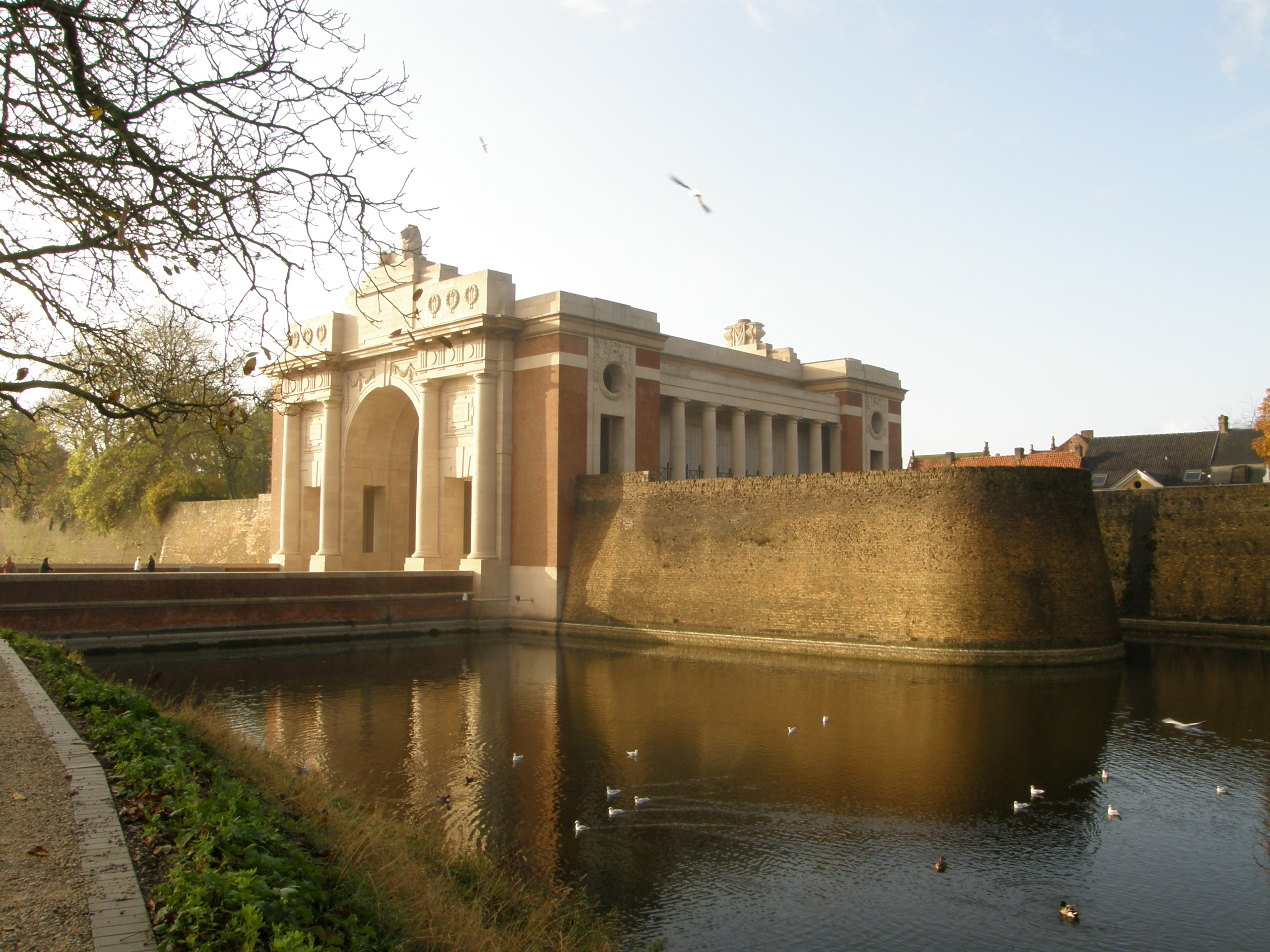
La Porte de Menin, intégrée aux remparts. C'est un important mémorial de guerre britannique.
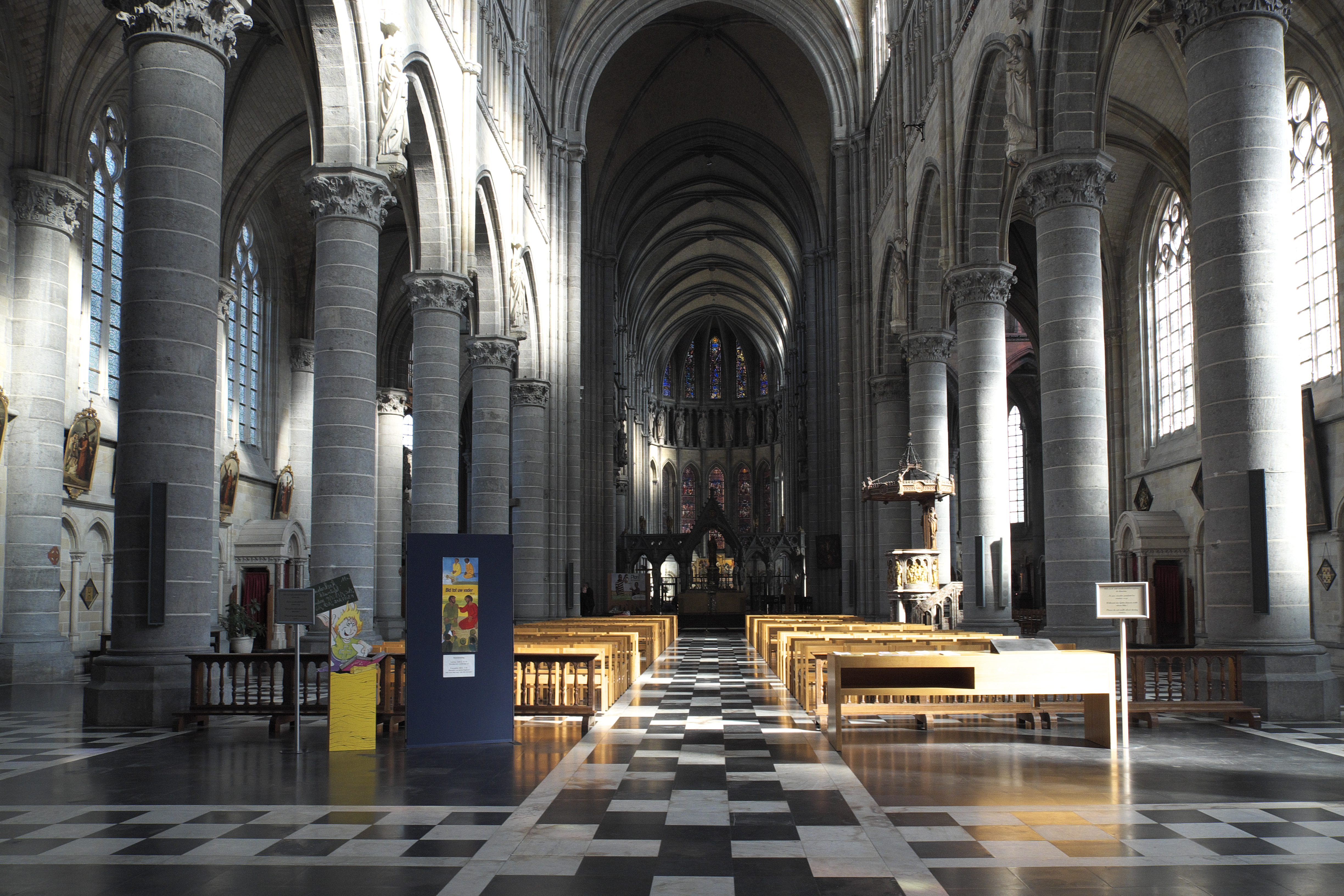
L'intérieur gothique de la cathédrale Saint-Martin, fidèlement reconstruite après la guerre.
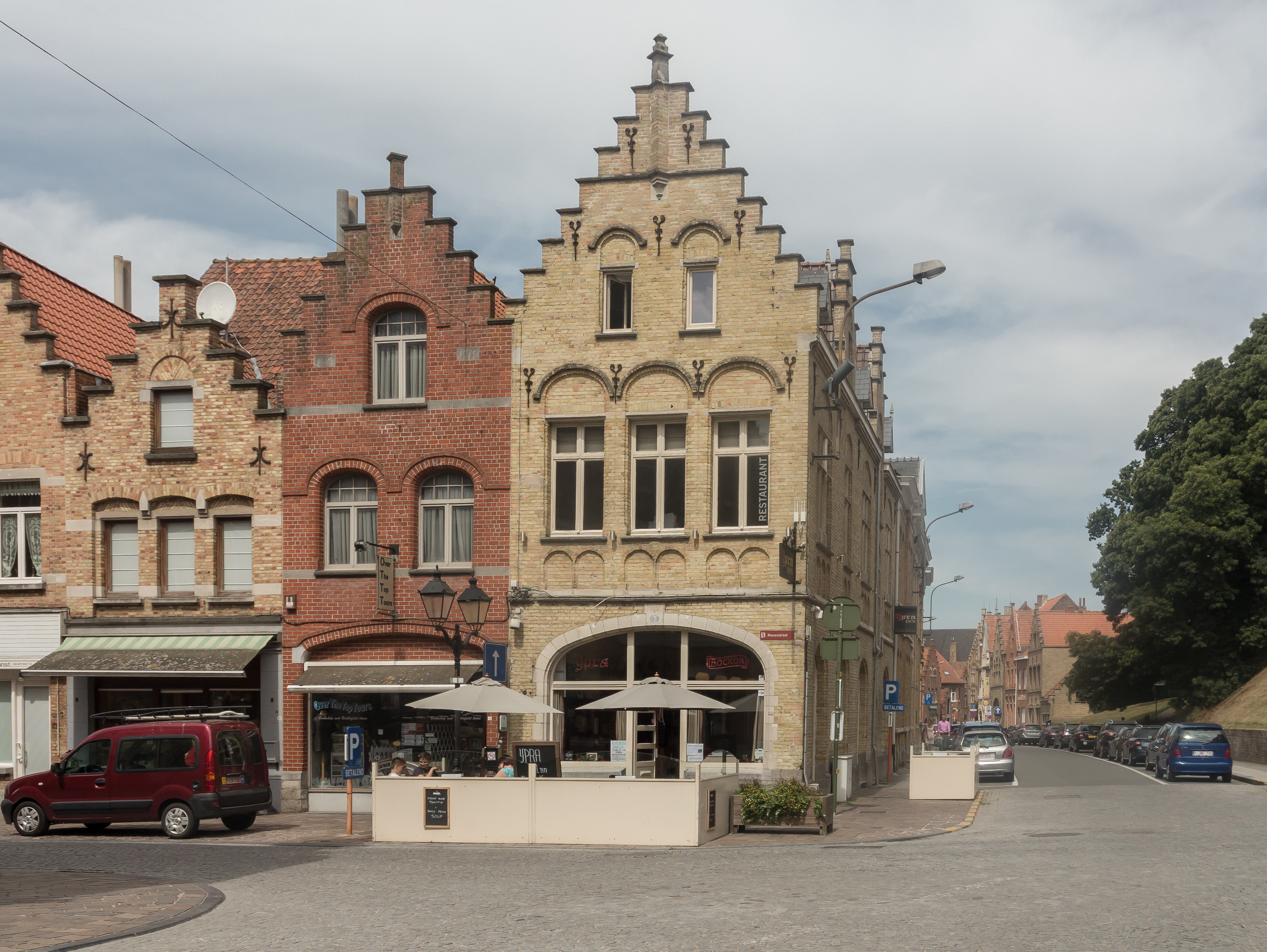
Les maisons d'Ypres, de style néoflamand en brique.
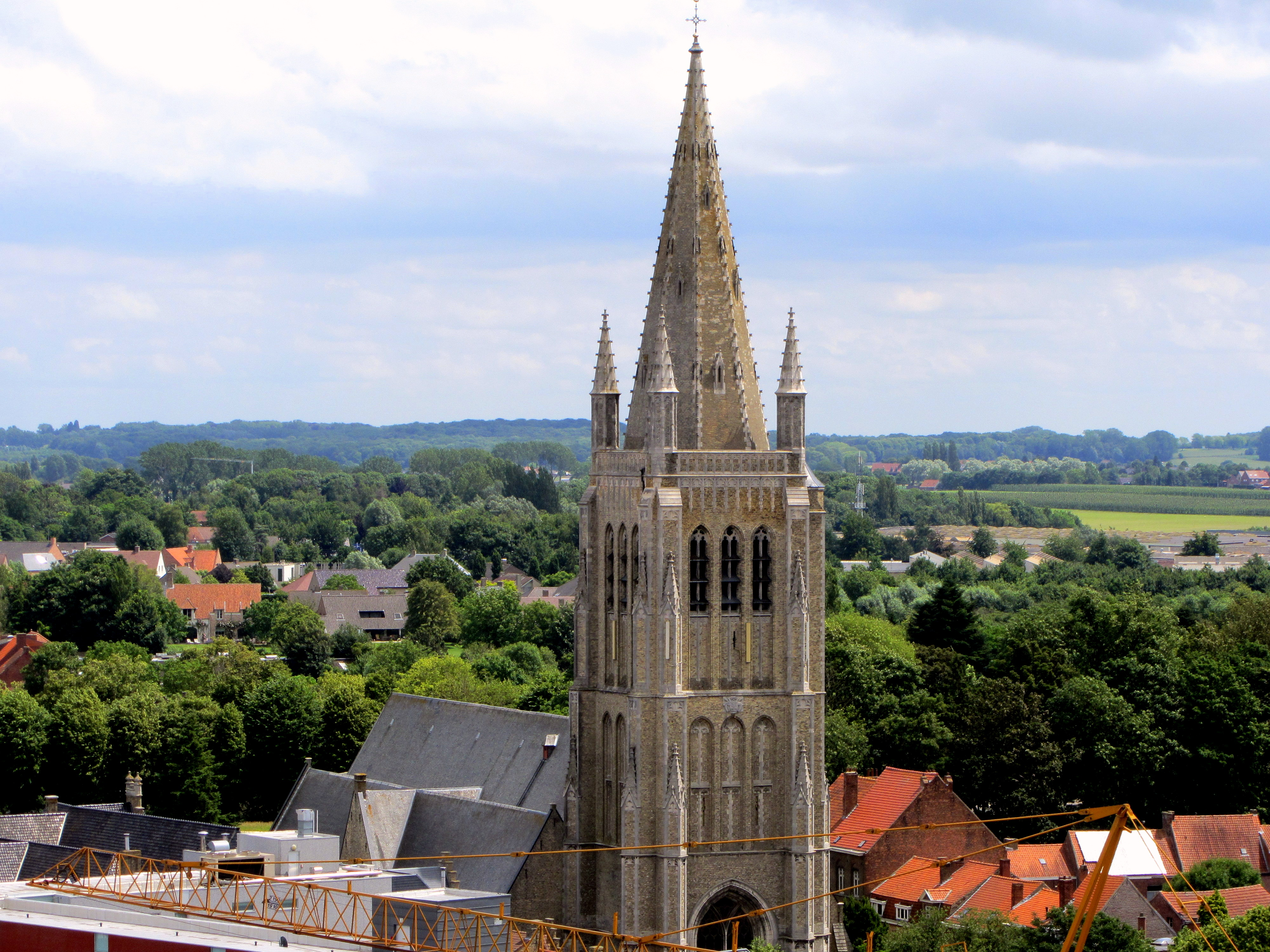
L'église Saint-Jacques, elle aussi reconstruite, vue du beffroi.
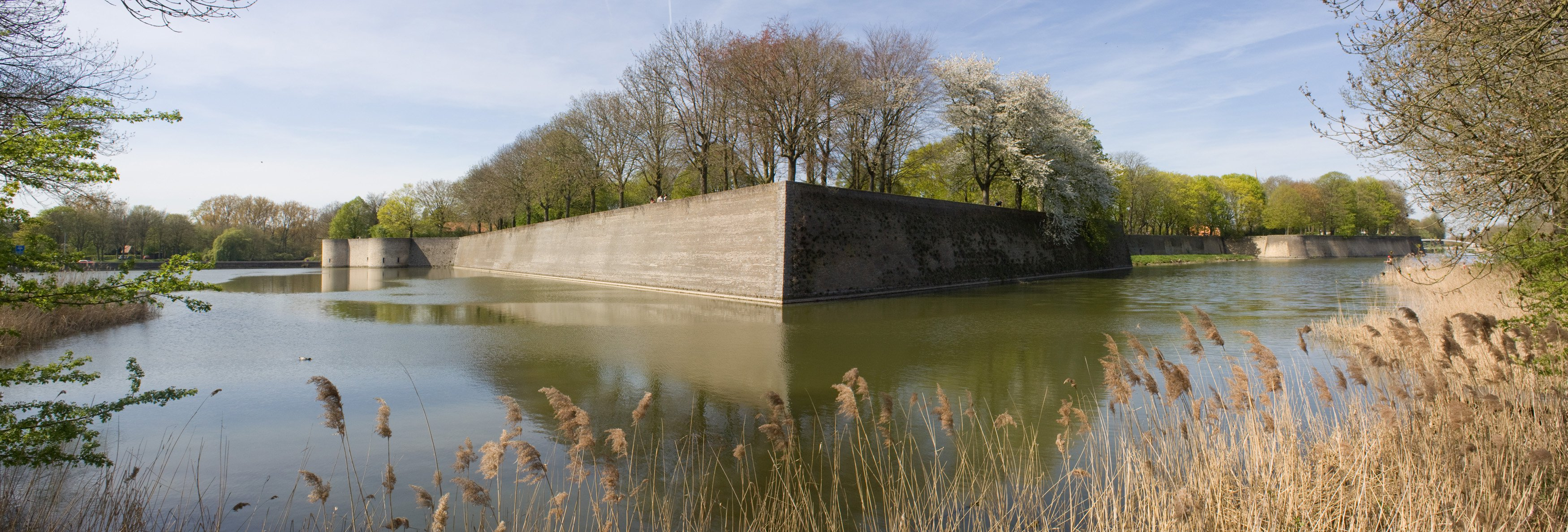
Les remparts, entourant encore une partie importante du centre-ville. Ils sont bordés de larges plans d'eau et abritent des jardins publics boisés.

### Vues aériennes

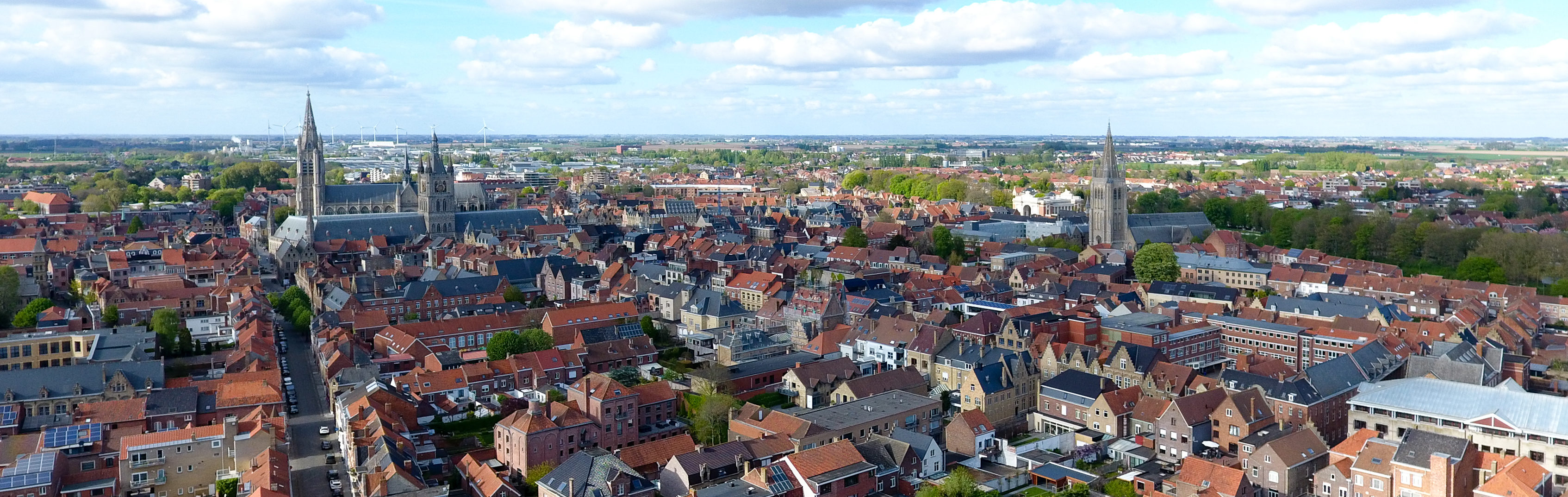
Le centre-ville.
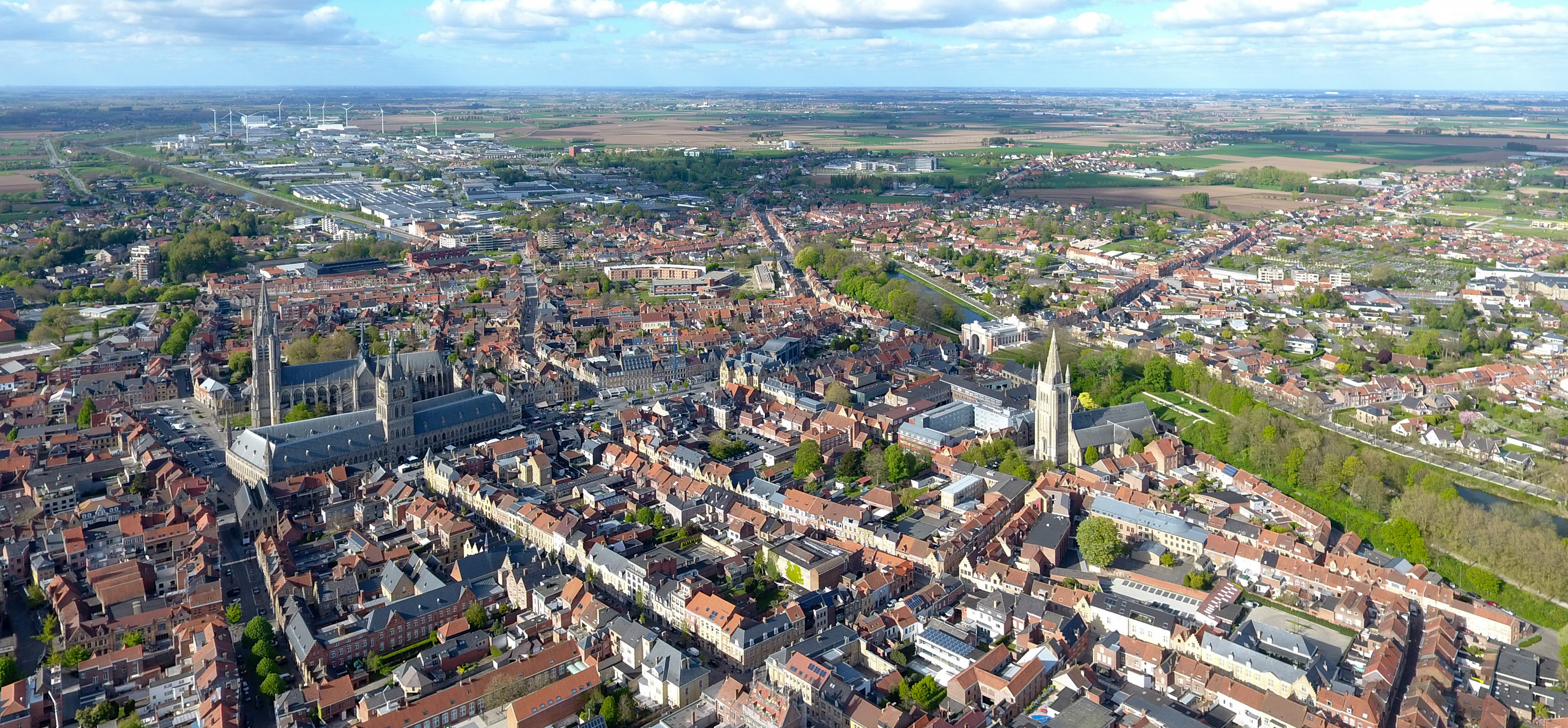
La Halle aux draps, La porte de Menin et la zone industrielle.

### Sources
- Alphonse Vandenpeereboom, Ypriana : notices, études, notes et documents sur Ypres, Bruges : A. de Zuttere, 1878-1883, sept tomes. Disponible en texte intégral sur LillOnum
- [PDF] Henri Pirenne, « Les dénombrements de la population d'Ypres au XVe siècle (1412-1506). Contribution à la statistique sociale du Moyen Âge », Vierteljahrschrift für Sozial- u. Wirtschaftsgeschichte, 1903 (consulté le 7 août 2007).
- H. Stynen, J.M. Duvosquel (éd.), Omtrent de vestingstad Ieper (1992), Bruxelles, Crédit mutuel de Belgique et Fondation roi Baudouin.